# Eddahallen

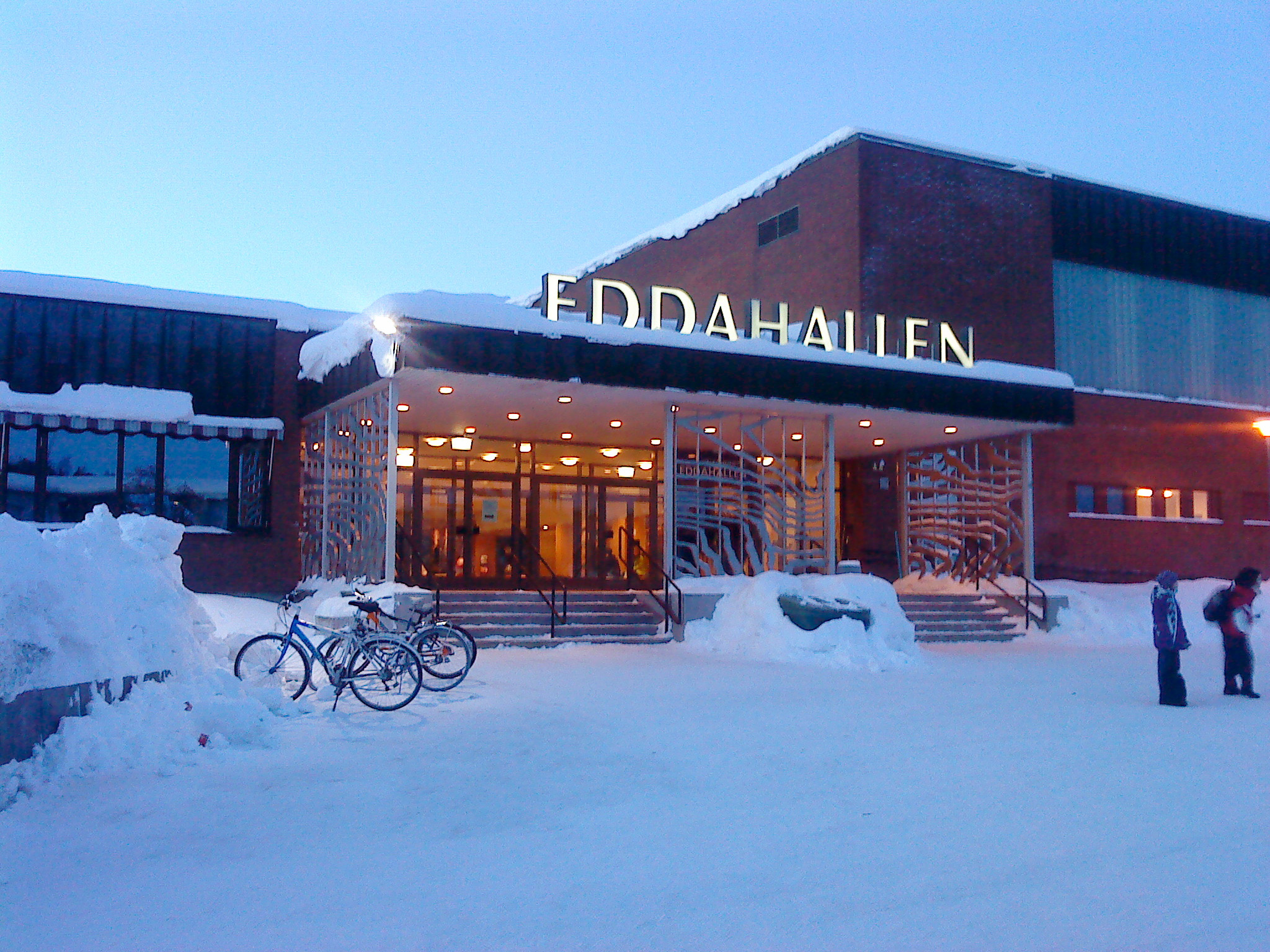
Eddahallens entré 2011 med Ultvedts konstverk

Eddahallen är en sim- och sporthall i Skellefteå som ligger i kvarteret Eddan (fd Edda) vid Norrvalla, en knapp kilometer nordost om Centrum. Förutom badet, med tävlingsbassängen (godkänd för tävlingar på SM-nivå), multibassäng, barnbassäng, vågbad, bubbelpool och relax, rymmer Eddahallen två idrottshallar där den större, A-hallen, är Skellefteås matcharena för inomhusidrott och kan ta drygt 1 000 personer. Därutöver finns café, en bågskyttelokal, föreningslokaler (Thaiboxning, MMA, Brasiliansk jiu-jitsu, boxning och atletklubb) samt gym- och konferensanläggningar.

## Historik
Mark till idrottsanläggningen Norrvalla köptes 1929 av Skellefteå stad från det Hägglundska hemmanet och invigningen skedde 1932. 1963 köpte staden även den del av hemmanet där gårdens herrgårdsliknande bostadshus, Norrbacka gård, låg. Där uppfördes 1967 den kombinerade sim- och sporthallen eftersom det gamla varmbadhuset på Storgatan blivit för litet och omodernt. 

## Arkitektur
Eddahallen ritades 1967 av stadsarkitekt Bengt Brunnström och arkitekterna Jan Thurfjell och Bo Tjernström. Eddahallens strikta formspråk är ett uttryck för sextiotalsmodernism med lokal anknytning, en tidstypisk arkitektur med karaktäristiskt platt tak täckt med falsad kopparplåt neddragen över tegelfasaden. Vid entrén finns ett större rasterverk i metall av konstnären Per Olov Ultvedt. 2006–2008 genomfördes en större utbyggnad i anpassad stil.